# Associazione Calcio Venezia 1958-1959
Questa pagina raccoglie le informazioni riguardanti l'Associazione Calcio Venezia nelle competizioni ufficiali della stagione 1958-1959.

## Rosa
| N. |                   | Ruolo | Calciatore         |
| -- | ----------------- | ----- | ------------------ |
|    | Italia (bandiera) | D     | Mario Ardizzon     |
|    | Italia (bandiera) | P     | Luigi Bertossi     |
|    | Italia (bandiera) | P     | Giovanni Bubacco   |
|    | Italia (bandiera) | A     | Giovanni Calegari  |
|    | Italia (bandiera) | A     | Francesco Canella  |
|    | Italia (bandiera) | D     | Sergio Carantini   |
|    | Italia (bandiera) | A     | Daniele Danieli    |
|    | Italia (bandiera) | D     | Dino Fragni        |
|    | Italia (bandiera) | P     | Luigi Giannattasio |
|    | Italia (bandiera) | C     | Luigi Milan        |

| N. |                   | Ruolo | Calciatore        |
| -- | ----------------- | ----- | ----------------- |
|    | Italia (bandiera) | D     | Vito Sante Miolli |
|    | Italia (bandiera) | A     | Sergio Mion       |
|    | Italia (bandiera) | C     | Gianni Molinari   |
|    | Italia (bandiera) | A     | Enrico Muzzio     |
|    | Italia (bandiera) | A     | Roberto Padovani  |
|    | Italia (bandiera) | A     | Francesco Patino  |
|    | Italia (bandiera) | C     | Gino Pavan        |
|    | Italia (bandiera) | A     | Gianni Rossi      |
|    | Italia (bandiera) | C     | Mario Tesconi     |
|    | Italia (bandiera) | D     | Battista Tresoldi |

## Risultati

### Campionato

#### Girone di andata
| 8 gennaio 1958 1ª giornata | Venezia | 2 – 0 | Prato |  |

| 28 settembre 1958 2ª giornata | Sambenedettese | 1 – 1 | Venezia |  |

| 5 ottobre 1958 3ª giornata | Reggiana | 3 – 1 | Venezia |  |

| 12 ottobre 1958 4ª giornata | Venezia | 1 – 1 | Parma |  |

| 19 ottobre 1958 5ª giornata | Verona | 1 – 2 | Venezia |  |

| 26 ottobre 1958 6ª giornata | Venezia | 0 – 1 | Simmenthal-Monza |  |

| 2 novembre 1958 7ª giornata | Palermo | 1 – 0 | Venezia |  |

| 16 novembre 1958 8ª giornata | Messina | 4 – 0 | Venezia |  |

| 23 novembre 1958 9ª giornata | Venezia | 2 – 1 | Atalanta |  |

| 30 novembre 1958 10ª giornata | Como | 4 – 0 | Venezia |  |

| 7 dicembre 1958 11ª giornata | Venezia | 0 – 0 | Novara |  |

| 14 dicembre 1958 12ª giornata | Catania | 1 – 3 | Venezia |  |

| 21 dicembre 1958 13ª giornata | Taranto | 1 – 2 | Venezia |  |

| 15 dicembre 1946 14ª giornata | Venezia | 1 – 1 | Brescia |  |

| 4 gennaio 1959 15ª giornata | Zenit Modena | 0 – 2 | Venezia |  |

| 11 gennaio 1959 16ª giornata | Venezia | 0 – 1 | Marzotto Valdagno |  |

| 18 gennaio 1959 17ª giornata | Venezia | 5 – 1 | Cagliari |  |

| 25 gennaio 1959 18ª giornata | Lecco | 1 – 0 | Venezia |  |

| 1º febbraio 1959 19ª giornata | Venezia | 0 – 1 | Vigevano |  |

#### Girone di ritorno
| 8 febbraio 1959 20ª giornata | Prato | 0 – 3 | Venezia |  |

| 15 febbraio 1959 21ª giornata | Venezia | 1 – 0 | Sambenedettese |  |

| 22 febbraio 1959 22ª giornata | Venezia | 2 – 1 | Reggiana |  |

| 1º marzo 1959 23ª giornata | Parma | 1 – 1 | Venezia |  |

| 8 marzo 1959 24ª giornata | Venezia | 0 – 1 | Verona |  |

| 15 marzo 1959 25ª giornata | Simmenthal-Monza | 2 – 1 | Venezia |  |

| 19 marzo 1959 26ª giornata | Venezia | 2 – 2 | Palermo |  |

| 22 marzo 1959 27ª giornata | Venezia | 2 – 1 | Messina |  |

| 29 marzo 1959 28ª giornata | Atalanta | 0 – 0 | Venezia |  |

| 5 aprile 1959 29ª giornata | Venezia | 0 – 0 | Como |  |

| 12 aprile 1959 30ª giornata | Novara | 0 – 0 | Venezia |  |

| 19 aprile 1959 31ª giornata | Venezia | 3 – 0 | Catania |  |

| 26 aprile 1959 32ª giornata | Venezia | 1 – 1 | Taranto |  |

| 3 maggio 1959 33ª giornata | Brescia | 1 – 1 | Venezia |  |

| 10 maggio 1959 34ª giornata | Venezia | 1 – 0 | Zenit Modena |  |

| 17 maggio 1959 35ª giornata | Marzotto Valdagno | 2 – 1 | Venezia |  |

| 24 maggio 1959 36ª giornata | Cagliari | 1 – 0 | Venezia |  |

| 31 maggio 1959 37ª giornata | Venezia | 3 – 1 | Lecco |  |

| 6 giugno 1959 38ª giornata | Vigevano | 3 – 1 | Venezia |  |

## Statistiche

### Statistiche di squadra
| Competizione | Punti | In casa | In casa | In casa | In casa | In casa | In casa | In trasferta | In trasferta | In trasferta | In trasferta | In trasferta | In trasferta | Totale | Totale | Totale | Totale | Totale | Totale | DR  |
| Competizione | Punti | G       | V       | N       | P       | Gf      | Gs      | G            | V            | N            | P            | Gf           | Gs           | G      | V      | N      | P      | Gf     | Gs     | DR  |
| ------------ | ----- | ------- | ------- | ------- | ------- | ------- | ------- | ------------ | ------------ | ------------ | ------------ | ------------ | ------------ | ------ | ------ | ------ | ------ | ------ | ------ | --- |
| Serie B      | 39    | 19      | 9       | 6       | 4       | 26      | 14      | 19           | 5            | 5            | 9            | 19           | 27           | 38     | 14     | 11     | 13     | 45     | 41     | +4  |
| Coppa Italia |       | 2       | 2       | 0       | 0       | 8       | 1       | 5            | 3            | 0            | 2            | 6            | 4            | 7      | 5      | 0      | 2      | 14     | 5      | +9  |
| Totale       |       | 21      | 11      | 6       | 4       | 34      | 15      | 24           | 8            | 5            | 11           | 25           | 31           | 45     | 19     | 11     | 15     | 59     | 46     | +13 |

### Statistiche dei giocatori
| Giocatore       | Serie B  | Serie B | Coppa Italia | Coppa Italia | Totale   | Totale |
| Giocatore       | Presenze | Reti    | Presenze     | Reti         | Presenze | Reti   |
| --------------- | -------- | ------- | ------------ | ------------ | -------- | ------ |
| M. Ardizzon     | 9        | 0       | ?            | ?            | 9+       | 0+     |
| L. Bertossi     | 26       | -32     | ?            | ?            | 26+      | -32+   |
| G. Bubacco      | 8        | -3      | ?            | ?            | 8+       | -3+    |
| G. Calegari     | 27       | 8       | ?            | ?            | 27+      | 8+     |
| F. Canella      | 33       | 9       | ?            | ?            | 33+      | 9+     |
| S. Carantini    | 31       | 0       | ?            | ?            | 31+      | 0+     |
| D. Danieli      | 17       | 3       | ?            | ?            | 17+      | 3+     |
| D. Fragni       | 31       | 0       | ?            | ?            | 31+      | 0+     |
| L. Giannattasio | 4        | -6      | ?            | ?            | 4+       | -6+    |
| L. Milan        | 33       | 4       | ?            | ?            | 33+      | 4+     |
| V. Miolli       | 2        | 0       | ?            | ?            | 2+       | 0+     |
| S. Mion         | 32       | 3       | ?            | ?            | 32+      | 3+     |
| G. Molinari     | 36       | 3       | ?            | ?            | 36+      | 3+     |
| E. Muzzio       | 3        | 3       | ?            | ?            | 3+       | 3+     |
| R. Padovani     | 2        | 0       | ?            | ?            | 2+       | 0+     |
| F. Patino       | 33       | 9       | ?            | ?            | 33+      | 9+     |
| G. Pavan        | 2        | 0       | ?            | ?            | 2+       | 0+     |
| G. Rossi        | 19       | 3       | ?            | ?            | 19+      | 3+     |
| M. Tesconi      | 33       | 0       | ?            | ?            | 33+      | 0+     |
| B. Tresoldi     | 37       | 0       | ?            | ?            | 37+      | 0+     |